# Пукша
Пукша — река в России, протекает в Кашинском районе Тверской области и Угличском районе (Головинское сельское поселение) Ярославской области. Впадает по левому берегу в Волгу (Угличское водохранилище) в 2856 км от её устья. Длина реки составляет 34 км, площадь бассейна — 260 км². Высота устья — 113 м над уровнем моря.
Наиболее крупные притоки: Вздериха (24 км от устья, правый), Вязовка (левый), Баскаковский (правый), Кимолка (левый), Воронуха (15 км, правый), Ковшевка (8,8 км, левый).
Сельские населённые пункты около реки: Кашинский район — Маринино, Филипищево, Вячково, Староселье, Токарево, Тураево; Угличский район — Пониснево, Семеновское и Горки-Семеновские, Никиткино, Заречье и Плоски, Иванищи, Федорково, Шишкино, Желтино, Горки-Каменские, Поярки, Слободищи, Васильево и Хамино, Воздвиженское, Илино и Новое. В Воздвиженском — пристань (5 км от Волги).

## Данные водного реестра
По данным государственного водного реестра России относится к Верхневолжскому бассейновому округу, водохозяйственный участок реки — Волга от Иваньковского гидроузла до Угличского гидроузла (Угличское водохранилище), речной подбассейн реки — бассейны притоков (Верхней) Волги до Рыбинского водохранилища. Речной бассейн реки — (Верхняя) Волга до Куйбышевского водохранилища (без бассейна Оки).
Код объекта в государственном водном реестре — 08010100812110000004346.